# ライオンパーク
ライオンパーク（英語: Lion Park）は、南アフリカ共和国ハウテン州ウェストランド郡にあるサファリパークである。

## 概要
ヨハネスブルグ市都市圏北西部のウェストランド郡に位置し、約2平方キロメートルの園内に肉食動物や草食動物が飼育されている。

## 施設
ライオン（ホワイトライオンを含む）80頭以上、その他チーター、リカオン（ワイルドドッグ）、ハイエナ、ジャッカルなどの肉食動物や、アフリカ原産の様々な種類のアンテロープなどが飼育されている。

## 交通
- ランセリア空港